# Munnogonium erratum
Munnogonium erratum är en kräftdjursart som först beskrevs av Schultz1964.  Munnogonium erratum ingår i släktet Munnogonium och familjen Paramunnidae. Inga underarter finns listade i Catalogue of Life.